# 井手康郎
井手 康郎（いで やすろう、1975年5月28日 - ）は日本の写真家。男性。千葉県出身。
株式会社グラキャビ 代表取締役。

## 経歴
法政大学卒業。1996年 天日恵美子を師事。 2001年〜松濤スタジオを経て2003年に独立。ファッション紙、アーティストジャケット、広告などを中心に活動中。
2015年、株式会社グラキャビを設立。

## 代表的な仕事
- RIP SLYME
- PES
- 篠原有司男
- Big the GEDOO（松田修×古藤寛也×井手康朗）

## 写真展
2015年1月28日（水）〜2月3日（火）『のこりか』